# Peso honduregno
Il peso è stata la valuta dell'Honduras tra il 1862 e il 1931.

## Storia
Il peso sostituì il real al cambio di 1 peso = 8 reales. Inizialmente il peso era suddiviso in 8 reales. Nel 1871 la valuta fu decimalizzata, con il peso suddiviso in 100 centavos. Il peso fu sostituito nel 1931 dalla lempira alla pari.

## Monete
Le prime emissioni del 1862 comprendevano monete provvisorie di rame in tagli da 1, 2, 4 e 8 pesos. A queste seguirono tra il 1869 e il 1871 monete di cupro-nichel in tagli da ⅛, ¼, ½ e 1 real.
Monete d'argento da 5, 10, 25 e 50 centavos e d'oro da 1 peso furono introdotte nel 1871 in seguito alla decimalizzazione. Monete di bronzo da 1 centavo furono introdotte nel 1878, mentre quelle di bronzo da 2 centavos e d'argento da 1 peso vennero aggiunte nel 1881. Monete d'oro da 5, 10 e 20 pesos furono introdotte tra il 1883 e il 1889.

## Banconote
Nel 1886 la "Aguan Navigation and Improvement Company" emise la prima carta moneta. Il "Banco Centro-Americano" iniziò la produzione di banconote nel 1888, seguita dal governo honduregno nel 1889, e molte altre banche più tardi. I tagli andavano dai 50 centavos ai 100 pesos.